# Tantillita
Tantillita – rodzaj węży z podrodziny Colubrinae w rodzinie połozowatych (Colubridae).

## Zasięg występowania
Rodzaj obejmuje gatunki występujące w Meksyku, Belize, Gwatemali, Salwadorze, Hondurasie i Nikaragui. 

## Systematyka

### Etymologia
Tantillita: zdrobnienie nazwy rodzaju Tantilla Baird & Girard, 1853.

### Podział systematyczny
Do rodzaju należą następujące gatunki: 
- Tantillita brevissima (Taylor, 1937)
- Tantillita canula (Cope, 1875)
- Tantillita lintoni (Smith, 1940)